# Lijst van Europees Formule 3-coureurs
De volgende coureurs hebben zich ten minste één keer ingeschreven voor een Europees Formule 3-race tussen 1975 en 1984 en sinds 2012. Naar onderen staat een lijst van de Europees Formule 3-coureurs uit de originele periode, tussen 1975 en 1984.

## 2012

### A
- Jonathan Aberdein
- Riccardo Agostini
- Enaam Ahmed
- Alexander Albon
- Marcus Armstrong
- Ralf Aron
- Hannes van Asseldonk
- Lucas Auer

### B
- Ben Barnicoat
- David Beckmann
- Nicolas Beer
- Michele Beretta
- Emil Bernstorff
- Tom Blomqvist
- Dorian Boccolacci
- Richard Bradley
- John Bryant-Meisner
- William Buller

### C
- Pedro Pablo Calbimonte
- Tatiana Calderón
- Sergio Sette Câmara
- Hongwei Cao
- Nick Cassidy
- Alfonso Celis Jr.
- Michela Cerruti
- Andy Chang
- Eddie Cheever III
- Stefano Coletti

### D
- Jehan Daruvala
- Max Defourny
- Devlin DeFrancesco
- Jake Dennis
- Pipo Derani
- Marvin Dienst
- Felipe Drugovich

### E
- Philip Ellis
- Joel Eriksson

### F
- Pietro Fantin
- Sacha Fenestraz
- Sebastián Fernández
- Santino Ferrucci
- Pietro Fittipaldi
- Sophia Flörsch
- Petru Florescu
- Adderly Fong
- Antonio Fuoco

### G
- Sean Gelael
- Mitchell Gilbert
- Antonio Giovinazzi
- Spike Goddard
- Måns Grenhagen
- Felipe Guimarães
- Maximilian Günther

### H
- Ferdinand Habsburg
- Julian Hanses
- Jack Harvey
- Josh Hill
- Ben Hingeley
- Anthoine Hubert
- Jake Hughes
- Hector Hurst
- Raoul Hyman

### I
- Callum Ilott
- Fahmi Ilyas

### J
- Jazeman Jaafar
- Artur Janosz
- Nabil Jeffri
- Mikkel Jensen
- Ed Jones
- Daniel Juncadella - Kampioen 2012

### K
- Kang Ling
- Niko Kari
- Jordan King
- Kevin Korjus
- Daniil Kvjat

### L
- Dennis van de Laar
- Nicholas Latifi
- Charles Leclerc
- Matheus Leist
- Charles Leong
- Michael Lewis
- Zhi Cong Li
- Alessio Lorandi
- Alex Lynn

### M
- Sam MacLeod
- Arjun Maini
- Brandon Maïsano
- Tadasuke Makino
- Gustav Malja
- Raffaele Marciello - Kampioen 2013
- Jann Mardenborough
- Joey Mawson
- Nikita Mazepin
- Nick McBride
- Gustavo Menezes
- Julio Moreno
- Sven Müller

### N
- Felipe Nasr
- Harrison Newey
- Roy Nissany
- Lando Norris - Kampioen 2017

### O
- Esteban Ocon - Kampioen 2014

### P
- Duvashen Padayachee
- Alex Palou
- Artem Petrov
- Pedro Piquet
- Nicolas Pohler
- Markus Pommer

### R
- Mahaveer Raghunathan
- Matt Rao
- Facu Regalia
- Andrea Roda
- Felix Rosenqvist - Kampioen 2015
- André Rudersdorf
- George Russell

### S
- Luís Sá Silva
- Carlos Sainz jr.
- Ukyo Sasahara
- Tanart Sathienthirakul
- Marino Sato
- Fabio Scherer
- Fabian Schiller
- Harald Schlegelmilch
- Mick Schumacher - Kampioen 2018
- Félix Serrallés
- Robert Shwartzman
- Alexander Sims
- Matt Solomon
- Keyvan Andres Soori
- Lance Stroll - Kampioen 2016
- Dmitry Suranovich
- Jules Szymkowiak

### T
- Weiron Tan
- Gary Thompson
- Daniel Ticktum
- Harry Tincknell
- Alexander Toril
- Nikita Troitskiy
- Ryan Tveter

### U
- Geoff Uhrhane

### V
- Ameya Vaidyanathan
- Max Verstappen
- Frederik Vesti
- Jüri Vips

### W
- Pascal Wehrlein
- Lucas Wolf

### Z
- Sandro Zeller
- Zhou Guanyu

## 1975

### A
- Alain Abdel
- Carlos Abella
- Søren Aggerholm
- Jean-Pierre Alamy
- Daniele Albertin
- Carlo Alberto

- Michele Alboreto - Kampioen 1980
- Philippe Alliot
- Håkan Alriksson
- Giovanna Amati
- Conny Andersson
- Leo Andersson

- Steven Andskär
- Elio de Angelis
- Marco Apicella
- Luciano Arnold
- Augusto Avanzini

### B
- Håkan Backman
- Gianluca Bagnara
- Francesco Baldasseroni
- Mauro Baldi - Kampioen 1981
- Fulvio-Maria Ballabio
- Fabrizio Barbassa
- Patrick Bardinon
- Paolo Barilla
- Leo Bartoli
- Jon Beekhuis
- Rodolfo Bellini
- Georg Bellof
- Paul Belmondo
- Enrique Benamo
- Allen Berg
- Dick Berg

- Gerhard Berger
- Paul Bernasconi
- Giovanni Bertaccini
- Carlo Betti
- Eddy Bianchi
- Bernard Birbes
- Bob Birrell
- Mike Blanchet
- Beat Blatter
- Michael Bleekemolen
- Alceste Bodini
- Raul Boesel
- Peter Bonk
- Jakob Bordoli
- Slim Borgudd
- John Bosch

- Giuseppe Bossoni
- Jean-Louis Bousquet
- Thierry Boutsen
- Quirin Bovy
- Paolo Bozzetto
- Geoff Brabham
- Steve Bradley
- Donald Bradway
- Gianfranco Brancatelli
- Marco Brand
- Helmut Bross
- Martin Brundle
- Harald Brutschin
- Hans-Georg Bürger
- Max Busslinger
- Tommy Byrne

### C
- Anna Cambiaghi
- Francesco Campaci
- Roberto Campominosi
- Adrian Campos
- Janito Campos
- Luis Canomanuel
- Ivan Capelli - Kampioen 1984
- Guido Cappellotto
- Nils-Åke Carlborg
- Ingvar Carlsson
- Jan-Anders Carlsson

- Thorbjörn Carlsson
- Hendrick ten Cate
- Ernesto Catella
- Jorge Caton
- Fernando Cazzaniga
- Andrea de Cesaris
- Paolo Ciafardoni
- Sandro Cinotti
- ”Cipo”
- Silvano Colciago
- Albert Coll

- Enzo Coloni
- Philippe Colonna
- Armin Conrad
- Giampiero Consonni
- Almo Coppelli
- Peter Cornand
- Aryon Cornelsen
- Bruno Corradi
- Jacques Coulon
- Jim Crawford
- Claude Cuicci

### D
- Guido Daccò
- Richard Dallest
- Derek Daly
- Phillip Daniels
- Thomas Danielsson
- Jochen Dauer
- William Dawson

- Christian Debias
- Frédéric Delavallade
- Erwin Derichs
- Bernard Devaney
- Stanley Dickens
- Pierre Dieudonné
- Gérard Dillmann

- Mike Dixon
- Rudolf Dötsch
- Renato Dotta
- Urs Dudler
- Marc Duez
- Johnny Dumfries

### E
- Hans Edvinsson
- Rolf Egger
- Bruno Eichmann

- Eje Elgh
- Christer Eriksson
- Fredy Eschenmoser

- Christian Estrosi
- Cor Euser
- Gary Evans

### F
- Corrado Fabi
- Teo Fabi
- Massimo Fabiani
- Pascal Fabre
- Nino Fama
- Juan Manuel Fangio II
- Roberto Farneti

- Mario Ferraris
- Laurent Ferrier
- Alain Ferté
- Michel Ferté
- Calvin Fish
- Werner Fischer
- Gero Fleck

- Ian Flux
- Franco Forini
- Giorgio Francia
- Ernst Franzmeier
- Danilo Frassoni
- Walter Frey
- Horst Fritz

### G
- Beppe Gabbani
- Patrick Gaillard
- Alfonso Garcia de Vinuesa
- Ricardo Garcia Galiano
- Germain Garon
- Jo Gartner
- Günther Gebhardt
- Piercarlo Ghinzani - Kampioen 1977
- Bruno Giacomelli

- Paolo Giangrossi
- Luigi Giannini
- Andrew Gilbert-Scott
- Heinz Gilges
- Bruno di Gioia
- Gianni Giudici
- Fritz Glatz
- Patrick Gonin
- Ulf Granberg

- Ronnie Grant
- Triggve Grönvall
- Olivier Grouillard
- Ruggero Gruet
- Tommy Grunnah
- Miguel Angel Guerra
- Roberto Guerrero
- Rudolf Gygax

### H
- Bosse Hagberg
- Henning Hagenbauer
- Magnus Häggstam
- Egert Haglund
- Bonde Hallenmark
- Sven Hallin
- Cliff Hansen
- Søren-Poul Hansen
- Boy Hayje
- Jan Hedström
- Helmut Henzler

- Daniel Herregods
- François Hesnault
- Hans-Peter Hess
- Bernd Heuer
- Lammie van de Heuvel
- Daniel Hintzy
- Ingo Hoffmann
- Olaf Höhn
- Günter Hölker
- Wolfgang Holy

- Eusebius Hopfer
- Marcus Höttinger
- Jean-Pierre Hoursourigaray
- Philippe Huart
- Bruno Huber
- Alain Hubert
- David Hunt
- Paul Hutson
- Norbert Hutter
- Mario Hytten

### J
- Paul Jackson
- Åke Jansson
- Frank Jelinski
- Lars-Viggo Jensen
- Ernesto Jochamowitz

- Geir Tony Johansen
- Sonny Johansson
- Stefan Johansson
- Davy Jones

- Calle Jonsson
- Kenneth Jönsson
- Eddie Jordan
- Fernando Jorge

### K
- Tomas Kaiser
- Harry Kangas
- Mats Karlsson
- Peter Katsarski
- Hanspeter Kaufmann
- Wolfgang Kaufmann
- Rupert Keegan
- Dave Kennedy

- Dieter Kern
- James King
- Werner Klein
- Wolfgang Klein
- Thomas Kloss
- Edy Kobelt
- Jorge Koechlin von Stein
- Günter Kölmel

- Franz Konrad
- Michael Korten
- Winfried Kottulinsky
- Fred Krab
- Josef Kremer
- Peter Kroeber
- Marian Kruzliak

### L
- Philippe Lambert
- Jan Lammers - Kampioen 1978
- Patrick Lancelot
- Eric Lang
- Heinz Lange
- Claudio Langes
- Oscar Larrauri - Kampioen 1982
- Michel Lateste
- Jean-Pierre Lebet
- Walter Lechner
- Tim Lee-Davey
- Geoff Lees

- Rob Leeuwenburg
- Gilles Lempereur
- Guy Léon-Dufour
- Sergio Leone
- Lamberto Leoni
- Manfred Leppke
- David Leslie
- Jürg Lienhard
- Nettan Lindgren-Jansson
- Joakim Lindström
- Herbert Lingmann

- Stefano Livio
- Conny Ljungfeldt
- Jose-Luis Llobell
- Wolfgang Locher
- Pierre-Alain Lombardi
- Heinz Loosli
- Jean-Pierre Lorriaux
- Thomas von Löwis auf Menar
- Cosimo Lucchesi
- Karl-Christian Lück
- Arie Luyendyk

### M
- Jean-Pierre Malcher
- Fabio Mancini
- Maurizio Manfredi
- Enrique Mansilla
- Gaudenzio Mantova
- Marino Mantovani
- Roberto Manzoni
- Ernst Maring
- Carlos Martinez Penacoba
- Pierluigi Martini - Kampioen 1983
- Bo Martinsson

- Carlo Matarazzo
- Louis Maulini
- Pierre-Yves Meinen
- Luca Melgrati
- Ruggero Melgrati
- Marco Melito
- Alfredo Merelli
- Arturo Merzario
- Gianluca Messini
- Daimon Metrebian

- Mario Micangeli
- Dan Molin
- Miguel Molons
- Giorgio Montaldo
- Andrea Morell
- Roberto Moreno
- Denis Morin
- Cathy Muller
- Philipp Müller
- Paolo Munarini

### N
- Mikael Nabrink
- Piero Necchi
- Tiff Needell
- Alexandre Neefs
- Jac Nelleman
- Patrick Neve

- Jean-Michel Neyrial
- Fillipo Niccolini
- John Nielsen
- Kees Nierop
- Rudolf Niggemeier
- Kris Nissen

- Pere Nogues
- Gunnar Nordström
- Curt Norrman
- Tony Norton
- Mats Nygren

### O
- Mike O'Brien
- Stefan Oberndorfer
- Christer Offason
- Björn Ohlsson

- Håkan Olausson
- Denis Oliviera
- Anders Olofsson
- Pär Olsson

- Luca Onori
- Jörgen Orsum
- Dragutin Ovcar

### P
- Antonio Padrone
- Riccardo Paletti
- Jonathan Palmer
- Hans-Peter Pandur
- Mats Paninder
- Guido Pardini
- Cesare Passoli
- Mario Pati
- Riccardo Patrese - Kampioen 1976
- Luciano Pavesi

- Davide Pavia
- Oscar Pedersoli
- Luis Pérez-Sala
- Larry Perkins - Kampioen 1975
- Terry Perkins
- Bernard Perroy
- Kenneth Persson
- Bruno Pescia
- Alessandro Pesenti-Rossi
- Pascal Pessiot

- Mats Peterson
- Pierre Petit
- Stefano Piccolomini
- Ivone Pinton
- Nelson Piquet
- Giorgio Pirovano
- Emanuele Pirro
- Roberto Pravata
- Alain Prost - Kampioen 1979

### R
- Paul Radisich
- Orazio Ragaiolo
- Bobby Rahal
- Johan Rajamäki
- Antonio Rampinini
- Roberto Ravaglia
- Giulio Regosa
- Hervé Regout
- Johann Reindl
- Philippe Renault

- Jörg Reto
- Jan Ridell
- Brett Riley
- Tarcisio Riva
- Michael Roe
- Hervé Roger
- Maurice Roger
- Rudolf Röhnert
- Marzio Romano
- Olav Rønningen

- Hugues de Roover
- Marcello Rosei
- Artemio Rosich
- Carlo Rossi
- Victor Rosso
- Huub Rothengatter
- Hans Royer
- Alfredo Ruggeri
- John Rust

### S
- Roland Saier
- Vinicio Salmi
- Erkki Salminen
- Bernard Santal
- Alessandro Santin
- Shuroko Sasaki
- Serge Saulnier
- Franco Scapini
- Bertram Schäfer
- Peter Scharmann
- Heinz Scherle
- Walo Schibler
- Peter Schindler
- Claus Schinkel
- Jean-Louis Schlesser
- Fredy Schnarwiler
- Lars Schneider
- Walter Schöch

- Karl Schuchnig
- Angelo Scifoni
- Dave Scott
- Alfredo Sebastiani
- Giovanni Segalini
- Ayrton Senna
- Chico Serra
- Johnny Sigfridsson
- Claes Sigurdsson
- Willi Siller
- Ken Silverstone
- Robert Simac
- Alan Smith
- Dany Snobeck
- Reima Söderman
- Marc Sourd
- Stephen South
- Henrik Spellerberg

- Russell Spence
- Marco Spinelli
- Walter Spitaler
- Fernando Spreafico
- Paolo Squillace
- Bartl Stadler
- Wyatt Stanley
- Siegfried Stohr
- John Stokes
- Philippe Streiff
- Joe Sulentic
- Per Sundet
- Marc Surer
- Toshio Suzuki
- Lars Svensson
- Ulf Svensson
- Jan Swedenborg

### T
- Gianfranco Tacchino
- Gabriele Tarquini
- Thierry Tassin
- Ian Taylor
- Patrick Teillet
- Piergiovanni Tenani
- Anders Tenor
- Mike Thackwell

- Hasse Thaung
- Didier Theys
- Kurt Thiim
- Jan Thoelke
- Thorkild Thyrring
- Dominique Tiercelin
- Jan-Olov Tingdahl

- Carlton Tingling
- Alfonso Toledano
- Wladimiro de Tommaso
- Jean-Pierre Trachsel
- Tony Trevor
- Richard Trott
- Bengt Trägårdh

### U
- Enrico Uncini

### V
- Manuel Valls
- Ole Vejlund
- Fermín Vélez
- Leonardo Verelli

- Juan Villacieros
- Luis Villamil
- Giacomo Vismara
- Piero Vivarelli

- John de Vos
- Walter Voulaz
- Eric Vuagnat

### W
- Derek Warwick
- James Weaver
- Volker Weidler
- Peter Weiss
- Tommy Weiss
- Marcel Wettstein

- Mike White
- Bernd Wicks
- Karl-Heinz Wieschalla
- Andy Wietzke
- Trevor Wigglesworth
- Rob Wilson

- Kaal Wirgin
- Peter Wisskirchen
- Pascal Witmeur
- Jean-Jacques Witz
- Martin Wood

### Z
- Gero Zamagna
- Severino Zampatti

- Emilio Zapico
- Jo Zeller

- Renzo Zorzi
- Pasquale Zullo